# Crook (Colorado)
Crook és una població dels Estats Units a l'estat de Colorado.

## Demografia
Segons el cens del 2000 Crook tenia 128 habitants, 57 habitatges, i 38 famílies. La densitat de població era de 380,2 habitants per km².
Dels 57 habitatges en un 17,5% hi vivien nens de menys de 18 anys, en un 63,2% hi vivien parelles casades, en un 1,8% dones solteres, i en un 33,3% no eren unitats familiars. En el 33,3% dels habitatges hi vivien persones soles el 17,5% de les quals corresponia a persones de 65 anys o més que vivien soles. El nombre mitjà de persones vivint en cada habitatge era de 2,25 i el nombre mitjà de persones que vivien en cada família era de 2,82.
Per edats la població es repartia de la següent manera: un 18% tenia menys de 18 anys, un 8,6% entre 18 i 24, un 19,5% entre 25 i 44, un 31,3% de 45 a 60 i un 22,7% 65 anys o més.
L'edat mediana era de 50 anys. Per cada 100 dones de 18 o més anys hi havia 101,9 homes.
La renda mediana per habitatge era de 32.500 $ i la renda mediana per família de 35.833 $. Els homes tenien una renda mediana de 29.167 $ mentre que les dones 26.250 $. La renda per capita de la població era de 19.127 $. Cap de les famílies i el 3,7% de la població estaven per davall del llindar de pobresa.

## Poblacions properes
El següent diagrama mostra les poblacions més properes.